# Канондејл (Конектикат)
Канондејл (енгл. Cannondale) насељено је место без административног статуса у америчкој савезној држави Конектикат.

## Демографија
По попису из 2010. године број становника је 141.
| Група             | 2000.    | 2010.       |
| Белци             | 0 (0,0%) | 126 (89,4%) |
| Афроамериканци    | 0 (0,0%) | 6 (4,3%)    |
| Азијати           | 0 (0,0%) | 3 (2,1%)    |
| Хиспаноамериканци | 0 (0,0%) | 4 (2,8%)    |
| Укупно            | 0        | 141         |